# アルヴィーゼ・ダ・モスト (駆逐艦)
アルヴィーゼ・ダ・モスト (Alvise Da Mosto) はイタリア海軍の艦艇。ナヴィガトーリ級駆逐艦（偵察艦）。

## 艦歴
フューメのCantieri Riuniti del Quarnaroで1928年8月22日に起工。1929年7月1日に進水し、1931年3月15日に竣工した。公試の際にナヴィガトーリ級で最速となる42.7ノットを記録している。
1930年代には、同型艦の「エマヌエーレ・ペッサーニョ」とともに南アメリカへの公式訪問を行ったり、1936年から1937年にはスペイン内戦でのイタリアの作戦に参加してイタリアからフランコ側への兵員や補給物資輸送の護衛を行った。

### 第二次世界大戦
1940年6月10日にイタリアが第二次世界大戦に参戦したとき、「アルヴィーゼ・ダ・モスト」はラ・スペツィアで艦首の改修中であった。8月に復帰すると同型艦「アントーニオ・ピガフェッタ」、「ジョヴァンニ・ダ・ヴェラッツァーノ」、「ランツェロット・マロチェッロ」、「ニコロ・ゼーノ」とともに第15駆逐隊に所属した。
1940年9月1日、2日にはイギリスのハッツ作戦に、同月末にはMB5作戦対する出撃に参加。
1941年4月から8月にかけてはシチリア海峡やトリポリタニア沿岸への機雷敷設に従事。また、この期間にはリビアへの補給船団の護衛にも従事している。1941年11月、ドイツ製のSゲレート・ソナーを搭載。
1941年11月30日、「アルヴィーゼ・ダ・モスト」は北アフリカの枢軸国軍向け燃料8600トンを詰んだタンカー「Iridio Mantovani」を護衛してトラーパニからトリポリへ向け出航した。だが12月1日に「Iridio Mantovani」はイギリス空軍ブリストル ブレニム爆撃機の攻撃により損傷。「アルヴィーゼ・ダ・モスト」は「Iridio Mantovani」を曳航しようとしたが更なる空襲により「Iridio Mantovani」は炎上した。続いて2隻はイギリス海軍K部隊（軽巡洋艦オーロラ、ペネロピ、駆逐艦ライヴリー）の攻撃を受け、2隻とも撃沈された。「アルヴィーゼ・ダ・モスト」はトリポリ北西約75マイルの北緯33°53'、東経12°28'で18時15分に沈んだ。
「アルヴィーゼ・ダ・モスト」では138名が戦死し、125名が水雷艇「ジェネラーレ・マルチェロ・プレスティナリ」により救助された。